# Новозавидовський
Новозавидовський (рос. Новозавидовский) — смт в Конаковському районі Тверської області Російської Федерації.
Населення становить 6202 особи. Входить до складу муніципального утворення селище Новозавидовский.

## Історія
Від 2005 року входить до складу муніципального утворення селище Новозавидовский.

## Населення
| 1939  | 1970  | 1979  | 1989  | 2002  | 2009  | 2010  |
| ----- | ----- | ----- | ----- | ----- | ----- | ----- |
| 6431  | ↗7732 | ↗8362 | ↗8950 | ↘7893 | ↘7117 | ↗7479 |
| 2012  | 2013  | 2014  | 2015  | 2016  | 2017  | 2018  |
| ↘7387 | ↘7259 | ↘7093 | ↘6996 | ↘6850 | ↘6725 | ↘6597 |
| 2019  | 2020  | 2021  |       |       |       |       |
| ↘6469 | ↘6316 | ↘6202 |       |       |       |       |